# Georges Tainturier
Georges Tainturier, född 20 maj 1890 i La Côte-Saint-André, död 7 december 1943 i Köln, var en fransk fäktare.
Tainturier blev olympisk guldmedaljör i värja vid sommarspelen 1924 i Paris och vid sommarspelen 1932 i Los Angeles.